# Pole Mokotowskie (métro de Varsovie)
Pole Mokotowskie est une station de la ligne 1 du métro de Varsovie, située dans l'arrondissement de Mokotów. Inaugurée le 7 avril 1995, la station dessert l'avenue Niepodległości et la rue Rakowiecka (pl).

## Description
La station de plain-pied est d'une largeur de 10 m pour 120 m de long. La station est en forme d'arc, sans pilier central. Les couleurs principales de cette station sont le rouge et le gris. Des escaliers et ascenseurs permettent d'accéder à la surface. La station dispose également de points de vente de tickets, de toilettes, ainsi que de guichets automatiques bancaires.
Cette station est la 10e de la ligne 1 du métro de Varsovie dans le sens sud-nord, suivie alors de la station Politechnika, et est la 12e dans le sens nord-sud, suivie de la station Racławicka.

## Situation sur la ligne 1 du métro de Varsovie

Position de la station Pole Mokotowskie (10e en partant du sud) sur la ligne 1.